# Ecrin Su Çoban
Ecrin Su Çoban (* 16. November 2006 in Kocaeli) ist eine türkische Schauspielerin und Webvideoproduzentin.

## Biografie
Ecrin Su Çoban wurde am 16. November 2006 in Kocaeli geboren. 2016 erstellte sie einen YouTube-Kanal. Zudem nahm sie 2018 an der Sendung O Ses Çocuklar teil. 2019 bekam sie in dem Film Masal Satosu: Sihirli Davet die Hauptrolle. Von 2020 bis 2021 war sie in der Fernsehserie Babam Çok Değişti zu sehen. 
Anschließend spielte sie in der Serie Masal Şatosu: Peri Hirsızı die Hauptrolle. Unter anderem wurde sie 2021 für die Serie Menajerimi Ara gecastet. Außerdem trat sie 2022 in Masal Şatosu: Gizemli Misafir auf. Danach bekam Çoban eine Rolle in dem Film Alice Müzikali.

## Diskografie

### Singles
- 2019: Masallara İnan (mit Berk Coşkun)
- 2019: Masalın Ortasında
- 2019: Kuzey Yıldızı (mit Serenay Sarıkaya)
- 2019: Pembe Günlüğüm
- 2021: Masallar Kadar Güzel
- 2022: Yeterince İstersek (mit Ece Mumay)
- 2022: Gerçek Bir Macera

## Filmografie
Filme
- 2019: Masal Şatosu: Sihirli Davet
- 2022: Masal Şatosu: Gizemli Misafir
- 2023: Alice Müzikali

Serien
- 2020–2021: Babam Çok Değişti
- 2021: Masal Şatosu: Peri Hirsızı
- 2021: Menajerimi Ara